# Aliabad-e Baran Duz
Aliabad-e Baran Duz (perski: علي ابادباراندوز) – wieś w Iranie, w ostanie Azerbejdżan Zachodni. W 2006 roku miejscowość liczyła 341 mieszkańców w 87 rodzinach.